# تاينو (لومباردي)
تاينو (بالإيطالية: Taino)‏‏ (النطق الإيطالي: ‎[taˈiːno]‏) هي بلدية في مقاطعة فاريزي في منطقة لومباردي الإيطالية، وتقع حوالي 50 كم شمال غرب ميلان وحوالي 20 كم جنوب غرب فاريزي كان عدد سكانها 3692 ومساحة 7.63 كيلومتر مربع 
تضم بلدية تاينو تقسيم كيغليو (بالإيطالية: Cheglio)‏ كما تحدها البلديات التالية: أنجيرا و سيستو كاليندي.